# Case Study House Nº 21 - Bailey House
La Bailey House, o Case Study House Nº 21, fue inscrita como Monumento Histórico-Cultural de Los Ángeles N.º 669, con el aval del entonces propietario Michael LaFetra, de Los Angeles Conservancy, y de Pierre y Gloria Koenig.

## El Programa Case Study Houses
En enero de 1945, John Entenza, editor y director de la revista Arts & Architecture, anunció el Programa Case Study Houses (CSHP). El programa fue concebido como una respuesta creativa al inminente auge de la construcción que se esperaba que siguiera a la escasez de vivienda de la Gran Depresión y de la Segunda Guerra Mundial. Entenza alentó a participar a los arquitectos para el uso de materiales puestos a disposición por la industria y los fabricantes para crear, a bajo coste, viviendas modernas prototipos, que podrían fomentar un diálogo entre los profesionales de la arquitectura y los interesados.
El muy publicitado programa se desarrolló de 1945 a 1966, y abarca treinta y seis diseños distintos, algunos de los cuales nunca fueron construidos. El programa inicial anunció que «cada casa debe ser capaz de duplicación y, en ningún sentido debe ser un proyecto individual» y que «el programa general será lo suficientemente general como para ser de utilidad práctica para una familia promedio de América en busca de un hogar en el que puede permitirse el lujo de vivir».

## Participación de Pierre Koenig en el programa
Después de regresar de cuatro años de lucha en la Segunda Guerra Mundial, Pierre Koenig fue introducido a la CSHP a través de la continua publicación de diseños avant-garde en la revista Arts & Architecture. En 1948 su interés en la moderna arquitectura le llevó a pasar del Pasadena City College a la Escuela de Arquitectura de la Universidad del Sur de California, donde estudió con Richard Neutra y Gregory Ain. En 1950, mientras estaba matriculado en la USC, Koenig, diseñó y construyó su primera casa de estructura de acero para él y su familia.
La primera participación de Koenig en el Programa Case Study Houses ocurrió mientras trabajaba en la oficina de Rafael Soriano en el proyecto de la Casa de programa que este proyecto en 1950 en Pacific Palisades. En 1956, trabajó brevemente con Archibald Quincy Jones en una casa de acero en San Mateo, California, para el destacado promotor inmobiliario Joseph Eichler. Eichler y John Entenza se conocían bien, y entre ambos se desarrolló un gran interés en el potencial de ligereza del acero en la construcción para la arquitectura residencial.
Koenig tenía experiencia con construcción de acero y su maestría en el nuevo proceso de soldadura por arco en la casa de San Mateo sería influyente para el resto de su carrera arquitectónica. Entenza vio un gran potencial en Koenig y le ofreció una invitación provisional para participar en el CSHP cuándo  “encuentre la casa correcta y el cliente correcto.” Este periodo ha marcado el principio de lo que la historiadora Esther McCoy más tarde identificaría como la segunda fase del Programa, representado por “un esfuerzo concertado… para llevar a la arquitectura a una relación más estrecha con la máquina.”

## El encargo de los Bailey
A principios de 1957 el psicólogo Walter Bailey y su esposa María encargan a Pierre Koenig el diseño de una casa un área de 1,200-1,300 pies cuadrados en un sitio de elevado nivel ubicado dentro de una de las Colinas de Hollywood. Los Bailey posteriormente fueron descritos en Arts & Architecture como una pareja sin hijos y con un estilo de vida informal. Esto representó el programa ideal para Koenig para aplicar el potencial de la estructura de acero, para lograr un verdadero plan abierto de diseño.
En mayo de 1958 Koenig había completado sus planos de construcción y comenzado la colaboración con las fábricas que eran capaces de producir los prefabricados de acero y las armaduras. La mayor parte de la construcción se llevó a cabo desde agosto a noviembre del mismo año, y en enero de 1959, la casa fue oficialmente terminada.

## Publicación
En febrero de 1959 Case Study House N.º 21 fue publicada en Arts & Architecture y fue aclamada como "una de las más limpias y más inmaculadas, pensando en el desarrollo de la pequeña casa contemporánea." Como era estándar para todos los participantes en el programa, la casa fue abierta al público durante varias semanas de exposición. La casa Biley representa uno de los puntos culminantes del Programa Case Study House y es uno de los mejores edificios de Koening. En 1959 fue galardonada con un premio de la revista Sunset y en 1960 recibió el premio “ Homes for Better Living” (Viviendas para una vida mejor).
Un año después, en 1960, el fotógrafo Julius Shulman (él mismo, un cliente del programa Case Study Houses) fue invitado a fotografiar la Casa Bailey. Las fotografías que tomó se convertirían en símbolos representativos de Modernismo Arquitectónico Californiano. Como un artículo para L'Uomo Vogue ha descrito, sus fotografías de las Casas N.º 21 y N.º 22 del Programa tienen "una larga resonancia y un gran poder icónico. Tomadas en la víspera de la participación de Estados Unidos en Vietnam, graban los últimos momentos gloriosos de la América de la hegemonía y la auto-confianza y su incuestionable creencia en los beneficios del progreso y la tecnología."
Casi treinta años más tarde, en 1989 las fotografías de Shulman de las Case Study Houses fueron expuestas en el Museo de Arte Contemporáneo de Los Ángeles en una exposición titulada "Modelos para la Vida Moderna", que encendería una "oleada de interés en el Modernismo" y una nueva apreciación por Koenig y la contribución de California al Movimiento Moderno, que había sido prácticamente olvidada durante las décadas de los 70 y 80.

## Alteraciones significativas
Aproximadamente en 1969 el Dr. y la señora Bailey se reubicaron en la Costa Este por razones profesionales y la Casa fue puesta en venta. Tristemente, en los siguientes treinta años una sucesión de dueños exhibió «compromisos más débiles con el mantenimiento y la preservación» que los que habían demostrado tener los Baileys. Estos introdujeron numerosas renovaciones ad hoc al diseño original, entre las que figuraba la instalación de varias claraboyas y una chimenea. En los años 80 la cocina original fue derribada y fue reemplazado con una isla de centro de cocina. Los suelos blancos de vinilo de los pisos, que Koenig originalmente especificó, fueron reemplazados con azulejos cerámicos.
En 1997 un admirador de Julius Shulman, el productor de películas Dan Cracchiolo expresó interés en la Casa Bailey después de ver algunas fotografías de Shulman. Hizo una oferta a la propiedad de 1.5 millones de dólares. La oferta fue aceptada y Cracchiolo encargó inmediatamente a Koenig a ejecutar la ‘resurrección' del diseño original.
La meticulosa restauración que siguió duraría sobre un año, casi dos veces la duración de la construcción original. Restaurar la esencia de la cocina original con los electrodomésticos modernos también fue una prueba difícil. Cuando el proceso estaba casi completado Koenig se vio reflejado en la restauración a la que reconoce «un sentido extraño de déjà vu al trabajar en el mismo edificio cuarenta años después de que lo construí» pero confesando «un sentimiento maravilloso de conseguir acabarlo bien, otra vez».
Cracchiolo no se contentó con una restauración puramente arquitectónica y también quiso recuperar los muebles originales. Para reemplazar el largo mueble de formica del gabinete de entrada, mostrado en las famosas fotografías de Schulman, Cracchiolo encargó Jerry McCabe, el fabricante original, repetir el diseño. Así mismo, un sofá negro Naugahyde fue encargado con las especificaciones exactas del original.
En julio de 1999 en un artículo describiendo el proceso de restauración en el Architectural Digest, Cracchiolo reconoció sentir «una gran ambivalencia entre querer, por un lado, restaurar la Case Study House 21 a su condición original de "pureza" y, en el otro para dejar más expresión a sus propias necesidades y gustos». Un ejemplo que describe es su deseo de mostrar libros, más que dejar las paredes como vacías y puras como las originales fotografías de Shulman describen. En 2001 Pierre Koenig recibió de la Preservación Histórica de la Ciudad de Los Ángeles, el Premio de excelencia para su restauración de la Casa Bailey.
Poco después de la publicación del artículo de Architectural Digest, un productor de cine llamado Michael LaFetra que había estado buscando propiedades de arquitectura moderna se encontró con el artículo y resolvió comprar la propiedad. La casa se puso en el mercado poco después y la oferta de LaFetra fue aceptada. Dentro de una semana de la compra, LaFetra recibió un mensaje telefónico de Pierre Koenig diciendo: «Hola, soy Pierre, tu arquitecto, y quiero hablar». Poco después LaFetra le dijo a Koenig que « no debería tener que cambiar nada en la casa pero, si lo necesitaba, se pondría en contacto con él».
Poco después LaFetra había encargado a Koenig diseñar una casa nueva para él en una parcela del beachfront en Malibu. Después de asegurar protección para Casa Bailey al ser registrada como Monumento Histórico Cultural, la casa fue puesta en el mercado en 2002 para pagar la construcción de la nueva. Con el permiso de Koenig, LaFetra empezó el trabajo en un documental para cubrir el diseño y proceso de construcción, pero tristemente en 2004 Koenig sucumbió a la leucemia y murió el 4 de abril de aquel año.

## Condición actual
En julio de 2006, Julius Shulman (a los 95 años) fue invitado a revisar la Case Study House N.º 21 para fotografiarla en su condición moderna para el catálogo de una próxima subasta en Wright 20. El 3 de diciembre de 2006 la propiedad se vendió por 3.185.600 dólares a una coleccionista de arte de Corea del Sur. Esta venta representó el segundo precio más alto de una casa moderna en subasta, justo detrás de la Casa Farnsworth de Mies van der Rohe, que se vendió por 8 millones de dólares. Los informes de la venta lo describen como un "momento decisivo" en la aceptación pública del modernismo como arte, en lugar de bienes raíces.
Las últimas fotografías de Shulman ofrecen una visión única de la precisión de la restauración de Koenig. Aunque la casa terminada de Koenig es casi exacta al diseño original, algunos cambios sutiles están presentes. Entre éstos hay un diseño ligeramente alterado del azulejo para la pared interna del patio y un mecanismo más elaborado de la fuente de abajo. Las luces que están presentes en todo el espacio parecen tener una patina oscurecida aplicada en comparación con los accesorios lacados originales. Además, Cracchiolo aparentemente pidió la introducción de vidrio semi-translúcido en las paredes del baño para una mayor privacidad.

## Descripción
Al describir su concepto para la Casa N.º 21, Koenig declaró que "estaba tratando de desarrollar" un plan eficiente, social y emocionante que la gente pudiera pagar... había rechazado todo pensamiento convencional porque no tenía paciencia con nada de lo que se había hecho antes. El programa de la Case Study Houses había llamado para el diseño de prototipos de producción masiva y Koenig parece haber logrado esto mientras aborda adecuadamente los factores específicos del sitio.
CSH N.º 21 está dispuesta a lo largo de un eje Norte-Sur con una cochera en el lado norte y un lado totalmente acristalado al Sur para aprovechar la mejor vista y la luz solar máxima para los meses de invierno. Koenig optó por un plan comprimido en forma de "L" para establecer una progresión lineal desde la cochera y la entrada a través del espacio de vida y hacia el jardín. Esta compresión se logra con paredes de cubierta de acero opacas que bloquean las vistas poco atractivas hacia la "ladera de matorrales" en el Oeste y Wonderland Park Avenue en el Este.
La casa principal tiene un plano rectangular de con un sólido núcleo rectangular que alberga las utilidades: dos baños completos y una sala mecánica. Más allá de este núcleo había dos dormitorios dispuestos eficientemente. El umbral a través de este patio interior / núcleo proporciona una mayor privacidad (visual y acústica) para las habitaciones. Al diseñar un núcleo de servicio central, Koenig simplificó el lenguaje de la condición perimetral con puertas de vidrio correderas de tamaño estándar o paredes de acero opaco. La simplicidad del vocabulario material es lo que más interesa a John Entenza. Al visitar por primera vez la casa la describió como "un diseño muy prístino y limpio. Dos detalles, uno norte-sur, uno este-oeste. Un material para el techo, el mismo para las paredes. Casa mínima, espacio máximo."
El sistema de la estructura de acero de la casa se compone de cuatro perfiles de acero prefabricados, formando el interior de la casa. Además, se usan tres curvaturas de medio espacio para enmarcar el cobertizo cubierto. Es interesante notar que Koenig especificó una estructura idéntica a las casas con las que trabajó con Soriano y Jones - pilares de acero en H de 100 milímetros y vigas de sección en L de 200 milímetros. Koenig afirmaba con frecuencia: "El acero es tan bueno como su acabado. Para que el acero expuesto sea aceptable en el salón, debe estar tan bien acabado que las conexiones de unión sean imperceptibles".
Indicativa del contexto cambiante, la propiedad está ahora rodeada de altos árboles y arbustos, reemplazando lo que una vez fue una gran vista hacia el sur. Esto es claramente una adaptación para lograr una mayor privacidad en el ahora densamente poblado cañón de Hollywood Hills. Como un artículo en la revista House Beautiful describió, hoy "la simplicidad desafiante del edificio se encuentra en marcado contraste con las residencias exigentes y exageradas que se encuentran en lo alto de las colinas detrás de él".

## Galería

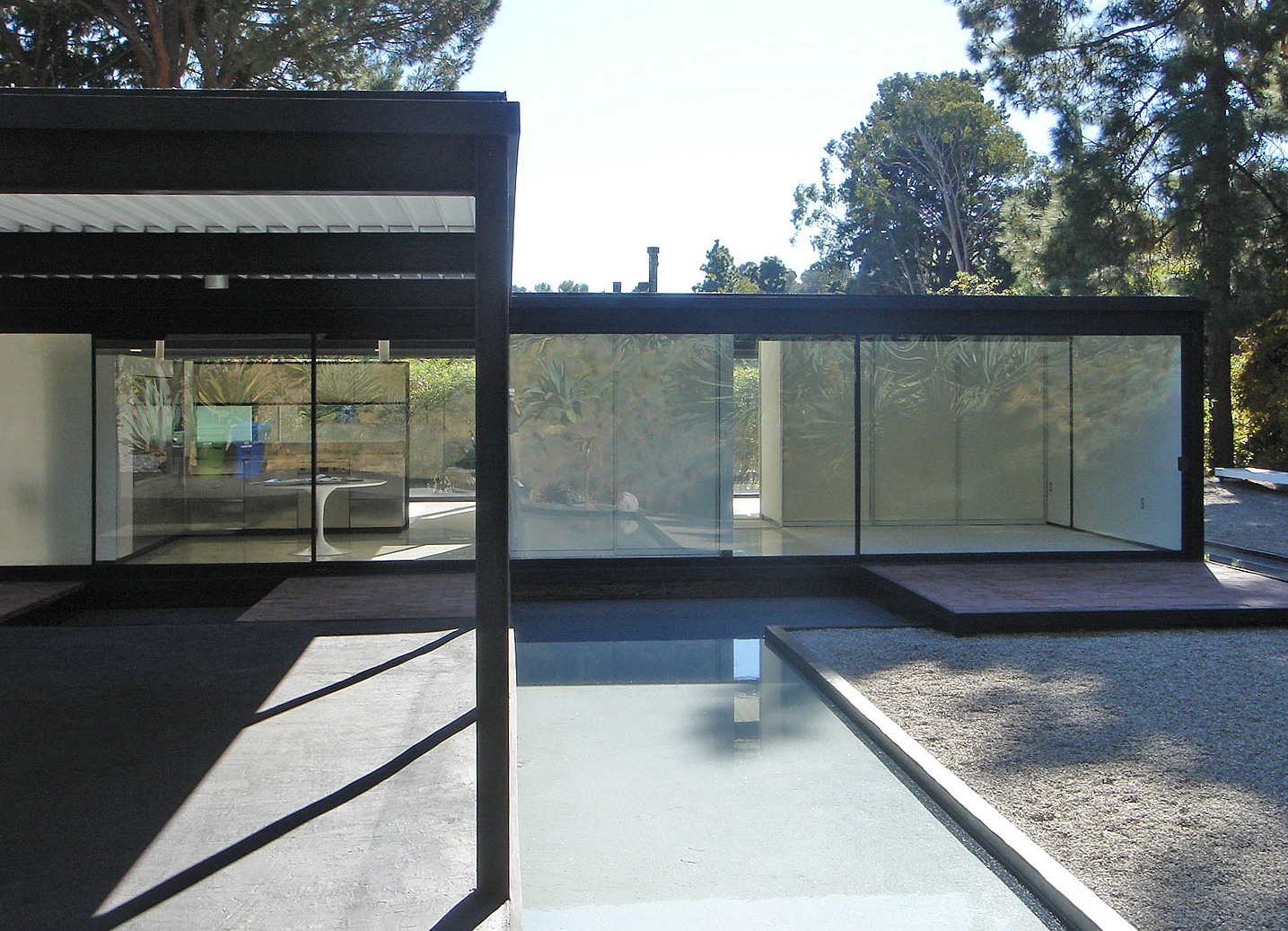
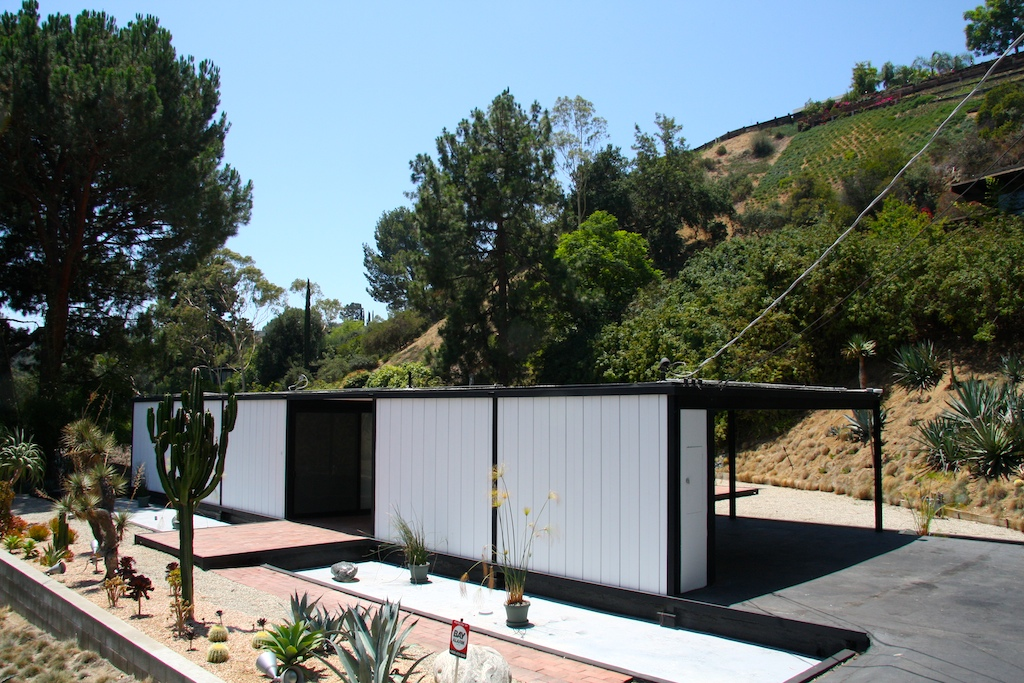
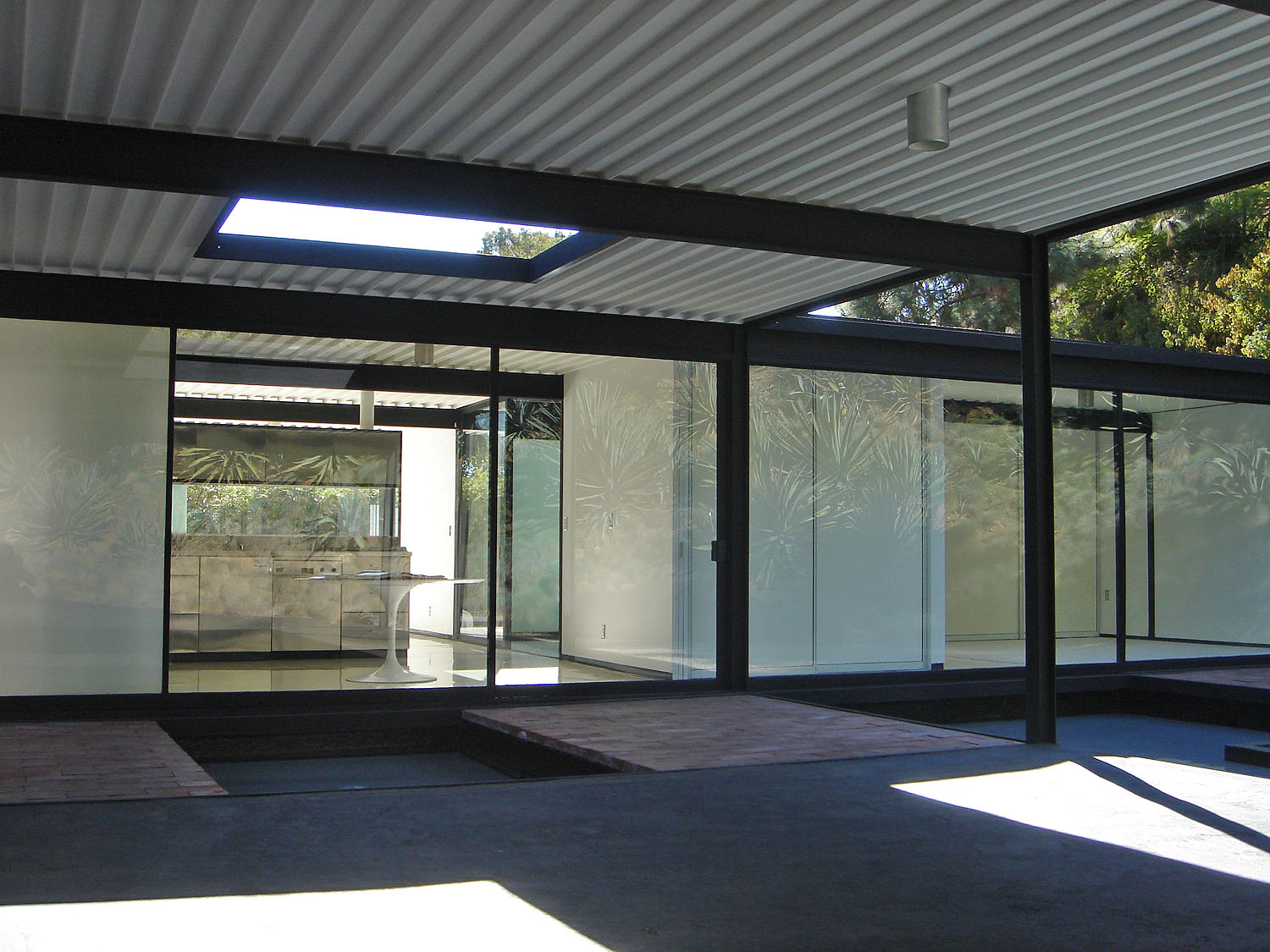

## Evaluación

### Técnica
La rigidez de la estructura de acero proporcionó una estabilidad lateral excesiva en la dirección este-oeste y la soldadura de canales a la parte superior y a la base de cada columna proporcionó resistencia adicional en la dirección Norte-Sur para una resistencia suficiente a las fuerzas sísmicas y las cargas de viento. Estos elementos unifican el edificio de forma estética y estructural.
Koenig hizo uso de las paredes de cubierta de acero ensanchadas para ocultar el aislamiento, el cableado y las tuberías. Al perforar el techo sobre el baño y el núcleo de la casa, Koenig penetra efectivamente en el núcleo de la casa con las aportaciones exteriores de la luz, el agua y las plantas. Esto proporciona un amortiguador acústico entre las áreas vivas y del dormitorio y subraya la sensación natural aireada de la casa.
La caldera alojada en este núcleo de servicio suministra calor al espacio principal a través de conductos de calentamiento, que están dispuestos a lo largo de la base de las paredes de vidrio para una máxima eficiencia. Durante el invierno, la falta de salientes proporciona máxima ganancia de calor pasivo, y la instalación de los paneles Koolshade fue concebida para minimizar el aumento de calor excesivo en el verano.
La circulación del agua del estanque hasta las canaletas y su descenso a través de las zapatas representa una experimentación notablemente temprana con sistemas de control ambiental. Como James Steele describió en su monografía de Pierre Koenig, "la estrategia es a la vez pragmática y lírica; el agua tiene algunas propiedades de enfriamiento y el borde duro del edificio al nivel del suelo es suavizado por la superficie reflectante ". Además, esta circulación elimina la necesidad de tratamiento químico del agua.

### Social
Aunque los arquitectos de la segunda fase del Programa Case Study Houses nunca abandonaron su creencia en el potencial de la estructura de acero para la construcción residencial, el público nunca aceptó el material. Como Elizabeth A. T. Smith explicó: "Desafortunadamente, las presiones económicas de la época estaban empujando la construcción residencial de otra manera, para acomodar a los constructores mercantiles que trabajan en edificios de oficinas y arquitectos, y para glorificar los complementos y arreglos de los propietarios y consumidores, los personajes comunes del lobbying publicitario estadounidense de los años 20 y 30". Aunque se imaginaban que los materiales industriales basados en fábricas podían ser más económicos que la tradicional estructura de madera, esto nunca se aceptó. Como tales las estructuras de acero se enfrentaron a obstáculos sociales y económicos. Al final, el paradigma de Levittown dominaría la estrategia de vivienda masiva de Estados Unidos en la era de posguerra.

### Cultura y estética
Al pintar las paredes y el techo de color blanco y mantener la aplicación del Perma-Bar sellador como recubrimiento del acero, Koenig ha creado un énfasis visual en el esqueleto estructural. Al expresar el volumen como una simple caja sin salientes Koenig subrayó la sencillez de las formas rectangulares. La composición entera susurra de elegancia discreta.
Los muros del norte y del sur completamente vidriados difuminan el interior y el exterior - un objetivo común de las Case Study Houses. Describiendo los objetivos estéticos del movimiento, Koenig explicaría más tarde: "Trasladamos los garajes al frente y los salones a la parte trasera para acercarlos al patio... Utilizamos acero, que además de ser económico nos dio un ambiente de vida diferente. Abrió el plano, dejándonos usar más vidrio para crear más luz, lo que ayudó a aumentar la relación del interior con el exterior ".
La inclusión de Koenig de los estanques alrededor del perímetro de la casa permite que la estructura se vea como si fuera flotante. Como Elizabeth A.T. Smith describió en Blueprints for Modern Living, "reflejos de árboles y cielo entremezclados en la superficie del agua con las líneas puras del contorno de la casa... humanizada a través de la fusión de lo tecnológico con lo natural".

### Histórica
A pesar de CSH N.º 22 es más reconocida, CSH N.º 21 es sin duda el mejor ejemplo de las casas de estructura de acero de Koenig. Se considera ampliamente que representa el punto más alto del éxito del Programa de Case Study Houses. Como dijo Neil Jackson en su monografía de Koenig, "The Bailey House representa el último refinamiento de un ideal desarrollado por Koenig en sus primeras casas y construido a través de su experiencia con Soriano y Quincy Jones. Fue la solución más sencilla que se logró, aparentemente, de la forma más sencilla y fue un logro notable para un hombre tan joven ".
David Hay resumió acertadamente la importancia de CSH N.º 21 - tanto entonces como ahora - cuando escribió: "En aquel entonces, Case Study House Nº 21 fue una respuesta brillante al espíritu de diseño predominante en Los Ángeles: ser moderno, ser decisivo. Ahora, en su estado restaurado, es un poderoso recordatorio de una época en el sur de California cuando la arquitectura insistió en la invención".

### Pierre Koenig Obituario
- Hay, David. "Returning to the scene. " House Beautiful 1 Oct. 1998: 108-110.
- MT. "L.A. Utopia: Pierre Koenig Finally Gets His Close-Up." L'Uomo Vogue Mar. 2007.
- Steele, James, and David Jenkins. Pierre Koenig. New York: Phaidon P, 2002. p. 49-51
- Jackson, Neil. Pierre Koenig : 1925-2005: Living with Steel. Los Angeles: TASCHEN, 2007. p. 27-30
- Steele, James, and David Jenkins. Pierre Koenig. New York: Phaidon P, 2002. p. 55-56
- Jackson, Neil. Pierre Koenig : 1925-2005: Living with Steel. Los Angeles: TASCHEN, 2007. p. 27-30
- Banham, Reyner, and Thomas Hine. Blueprints for Modern Living : History and Legacy of the Case Study Houses. Ed. Elizabeth A.T.
- Smith. New York: MIT P, 1999. p. 70
- Steele, James, and David Jenkins. Pierre Koenig. New York: Phaidon P, 2002. p. 59
- Banham, Reyner, and Thomas Hine. Blueprints for Modern Living : History and Legacy of the Case Study Houses. Ed. Elizabeth A.T.
- Smith. New York: MIT P, 1999. p. 70
- Steele, James, and David Jenkins. Pierre Koenig. New York: Phaidon P, 2002. p. 55-56
- Banham, Reyner, and Thomas Hine. Blueprints for Modern Living : History and Legacy of the Case Study Houses. Ed. Elizabeth A.T.
- Smith. New York: MIT P, 1999. p. 209
- Hay, David. "Returning to the scene. " House Beautiful 1 Oct. 1998: 108-110.
- Hines, Thomas S. "Case study gem in Los Angeles: a Pierre Koenig masterpiece saved by Matrix coproducer Dan Cracchiolo."
- Architectural Digest July 1999: p. 173
- Banham, Reyner, and Thomas Hine. Blueprints for Modern Living : History and Legacy of the Case Study Houses. Ed. Elizabeth A.T.
- Smith. New York: MIT P, 1999. p. 69-70
- Jackson, Neil. Pierre Koenig : 1925-2005: Living with Steel. Los Angeles: TASCHEN, 2007. p. 30-31
- Hay, David. "Returning to the scene. " House Beautiful 1 Oct. 1998: 108-110.